# ة
ة （ター・マルブータ, تاء مربوطة）はアラビア文字のひとつ。歴史的には ه と ت を融合させたもので後代になってから創案されたので、28ないし29あるとされる独立したアルファベットの一文字に含められることはない。一般に知られている文字名のター・マルブータは「結ばれたت」を意味し、この文字の形状が ت を丸めたように見えることに由来する通称である。アラビア語文法の用語としては「女性化のه」を意味するハー・アッ＝タアニース（هاء التأنيث）と呼ばれる。
名詞、形容詞、能動分詞、受動分詞、数詞等（アラビア語ではこれらは全てاسم（ism,イスム）すなわち「名詞」として分類される）の語尾につくことでその語を女性形に変化させる（例：ムスリム مسلم → ムスリマ مسلمة）などする。これ以外にも集合名詞の単数化、行為の1回分の回数表示、意味の強調（男性を強調しているこの用法ではター・マルブータがついていても男性扱いされる）にも用いられる。
ター・マルブータが語末に来る語では直前にある文字の母音が a となる。直前に長母音 ā が来る語もある。
古典的なアラビア語では女性語尾が ـَهْ（-ah）と ـَتْ（-at）の2種類があったがその後統合され ه の上に ت の弁別点2個をつけた ة（tā’ marbūṭa(h),ター・マルブータ）が作られた。初期のアラビア語では、後者を優先させて女性名詞の語尾を実際の発音にかかわらず ه で表すのが一種の正書法となっており、クルアーンの本文もこの方法で記されたが、後にクルアーンを正確に読む必要から、 t 音になることのある ه には ت と同じ点をつけて ة とするようになった。
ター・マルブータは「結ばれたター」「縛られたター」という意味で ت を丸めた形状のことを指すが、現代でも古典的アラビア語の発音を継承している。音価は直後に息継ぎする休止（ワクフ）形の場合は -h 、息継ぎせず後続の語もつなげて読む（ワスル）場合は -t となる。
しかし現代の会話アラビア語ではター・マルブータ部分を読み飛ばすことが行われており、休止形でh音を発音せず直前の短母音aまでしか発音しない。t 音は属格構文（イダーファ構文）の時のみ読まれるのが普通になっている。
なお現代会話に関しては、ター・マルブータの直前に長母音 ā が来る語ではイダーファ構文でなく単体であっても t を発音することがしばしばある。また現代フスハー会話であっても名詞対格の副詞的用法に関してはタンウィーンも含めて -tan と読むことが一般的である。
またアラビア書道など、カリグラフィーの書体によっては語頭および語中形の ت と似た字形で書かれることもある。アラビア語では元々ター・マルブータが来るべき語であってもオスマン語由来の人名（例：فرحت رفأت مدحت）では開いたターで表記する。

## アラビア語以外での使用・転写
上述のように、 ة はアラビア語の女性名詞の発音規則上の要請から生じた文字であり、アラビア語以外の言語では原則として用いられない。
ペルシア語圏では通常、アラビア語の ة は ه に翻字され、一部の単語については ت に翻字される。

## 符号位置
| 文字 | Unicode | JIS X 0213 | 文字参照        | 名称             |
| ---- | ------- | ---------- | --------------- | ---------------- |
| ة    | U+0629  | ‐          | &#x629; &#1577; | ター・マルブータ |
| ۃ    | U+06C3  | ‐          | &#x6C3; &#1731; | ウルドゥー語用   |